# تقسيم (سياسة)

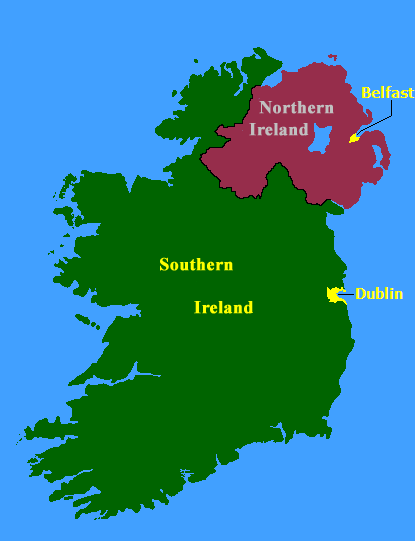
جزيرة أيرلندا بعد تقسيمها بين أيرلندا الجنوبية القومية الأيرلندية في المقام الأول (جمهورية أيرلندا اليوم) وأغلبية النقابات الأيرلندية آنذاك - أيرلندا الشمالية (اليوم جزء من المملكة المتحدة لبريطانيا العظمى وأيرلندا الشمالية).

في السياسة، التقسيم هو تغيير الحدود السياسية التي تمتد عبر إقليم واحد على الأقل يعتبره مجتمع ما وطنًا له.
تتضمن الوسيطات الشائعة لتقسيم ما يلي:
- تاريخي - تقسيم لا مفر منه [1]
- الملاذ الأخير - يجب متابعة هذا التقسيم لتجنب أسوأ النتائج ( الإبادة الجماعية أو التطير العرقي على نطاق واسع)، إذا فشلت جميع الوسائل الأخرى
- التكلفة - المنفعة - يوفر هذا التقسيم فرصة أفضل لخفض النزاع على الحدود الحالية إذا لم يتم تغييرها
- غدًا أفضل - هذا التقسيم سيقلل من العنف والصراع الحاليين، وأن الدول الأكثر تجانسًا ستكون أكثر استقرارًا
- يؤدي عدم التجانس النهائي إلى حدوث مشاكل، وبالتالي ينبغي أن تكون الدول المتجانسة هدف أي سياسة

## أمثلة
الأمثلة البارزة هي: (انظر تصنيف: التقسيم )